# Новая (Можайский район)
Новая — деревня в Можайском районе Московской области, в составе городского поселения Можайск. Численность постоянного населения по Всероссийской переписи 2010 года — 101 человек, в деревне числятся 2 садовых товарищества. До 2006 года Новая входила в состав Кукаринского сельского округа.
Деревня расположена в центральной части района, на безымянном ручье, впадающем с юга в Можайское водохранилище, примерно в 3,5 км к северо-западу от Можайска, высота центра над уровнем моря 199 м. Ближайшие населённые пункты — посёлок Гидроузел в 200 м на север и деревня Кукарино в 1,5 км на юго-восток.